# 수코미무스
수코미무스(Suchomimus)는 1억 2천 5백만 년 전에서 1억 1천 2백만 년 전 사이에 현재의 니제르에 살았던 스피노사우루스과 공룡의 한 속이다. 1998년 고생물학자 폴 세레노와 동료들이 엘하즈 층의 일부 골격을 바탕으로 명명하고 기술했다. 수코미무스의 두개골은 악어와 비슷하게 길고 얕아서 속명인 반면에 종명인 수코미무스 테네렌시스(Suchomimus tenerensis)는 첫 번째 유적지인 테네레 사막의 위치를 암시한다.
수코미무스의 몸길이는 9.5~11m, 몸무게는 3.5~5.5t이다. 수코미무스의 좁은 두개골은 짧은 목에 걸치고 있었고, 앞다리는 힘차게 만들어져 있었고, 엄지손가락마다 거대한 발톱이 달려 있었다. 등 중앙선을 따라 척추뼈의 긴 신경 가시를 이용해 만든 낮은 등쪽 돛이 달렸다. 다른 스피노사우루스과 공룡들처럼 물고기와 작은 먹잇감을 먹었을 가능성이 있다.
일부 고생물학자들은 이 속을 유럽 스피노사우루스과 바리오닉스의 아프리카 종으로 간주한다. 수코미무스는 동시대의 스피노사우루스과 크리스타투사우루스의 하위 동의어일 수도 있지만, 후자의 분류는 훨씬 더 단편적인 유적에 기반을 두고 있다. 수코미무스는 익룡, 악어상목, 경골어류, 거북이, 이매패류 외에 다른 많은 공룡들과 함께 광활한 범람원 환경에서 살았다.

## 묘사
수코미무스 표본의 길이는 9.5~11m에 달했으며, 나이는 알려지지 않았다. 무게는 2.5~3.8mt였다. 이 표본은 두개골 길이와 몸통 길이의 비율을 기준으로 10.3m 길이의 수코미무스가 5.3mt 이상일 것이라고 제안했지만, 스피노사우루스과 (수코미무스와 바리오닉스등)의 크기가 과대평가 되었을 가능성이 있다고 지적했다. 수코미무스의 완모식표본은 바리오닉스보다 훨씬 컸지만, 두 개체의 나이는 알려져 있지 않다.

## 고생물학

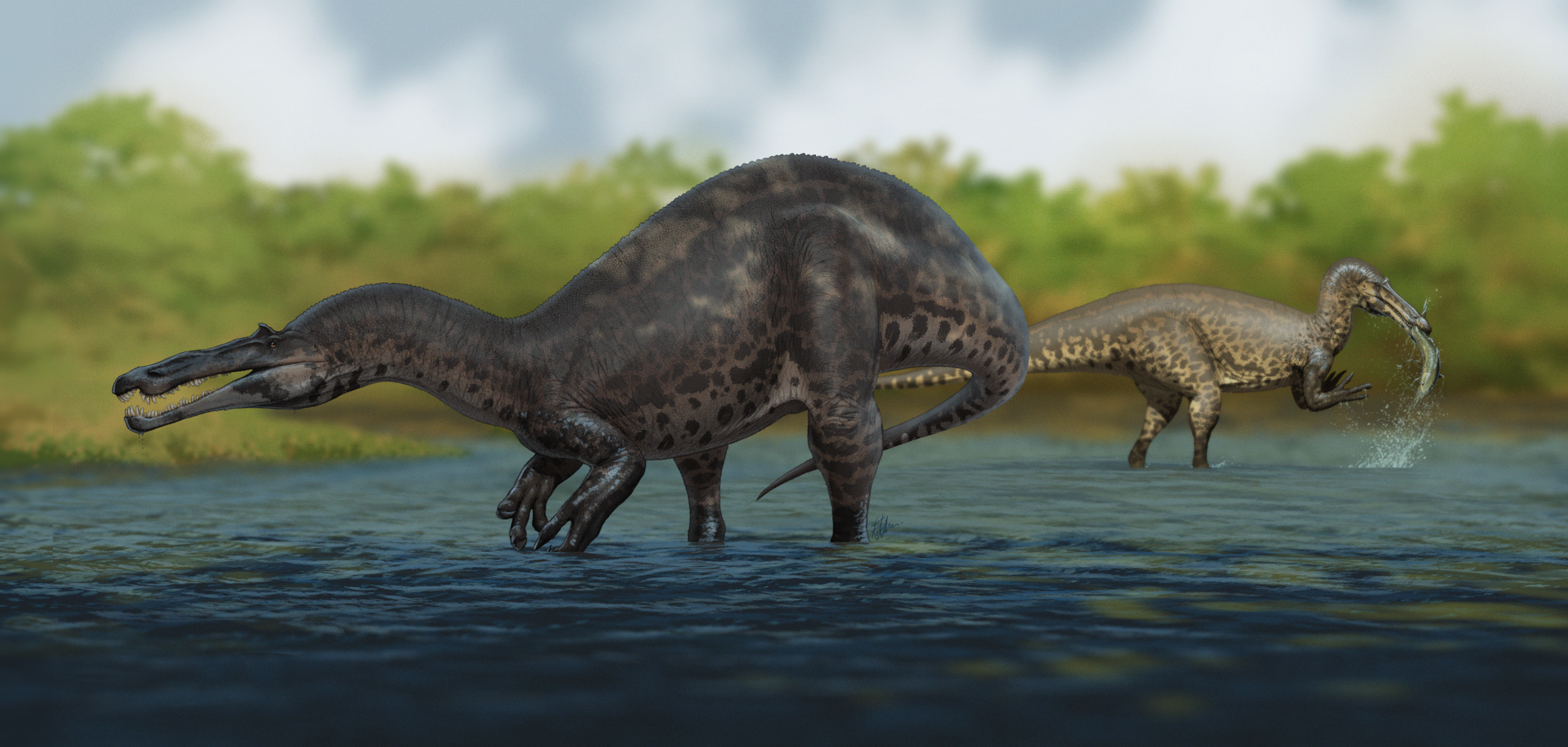
얕은 물에서 물고기 사냥하는 수코미무스 한 쌍

스피노사우루스의 튼튼한 앞다리와 거대한 발톱의 사용에 대해서는 여전히 논쟁의 여지가 있다. 1986년에 바리오닉스가 회색곰과 마찬가지로 강둑에 웅크리고 앉아 발톱으로 물속에서 물고기를 잡아냈을 가능성이 있다고 추측했다. 1987년, 영국의 생물학자 앤드루 키치너는 사체를 치우는 데 사용될 수 있다는 가설을 세웠지만, 다른 연구자들은 대부분의 경우 초기 포식자들에 의해 사체가 이미 대부분 비워졌을 것이라고 지적했다. 캐나다의 고생물학자 프랑수아 테랭과 동료들의 2005년 연구에 따르면 스피노사우루스 앞다리는 구부러진 스트레스를 견딜 수 없었기 때문에 더 큰 먹이를 사냥하는 데 사용되었을 가능성이 높다고 주장했다. 2017년 가족에 대한 리뷰에서 데이비드 호네와 토머스 홀츠는 수원을 파거나 먹이에 도달하기 어려운 경우뿐만 아니라 둥지를 짓기 위해 흙에 굴을 파는 기능도 고려했다.
2022년 수코미무스, 바리오닉스, 스피노사우루스의 뼈 밀도를 비교한 연구에 따르면 스피노사우루스과는 생태학적으로 서로 다른 생활 방식을 가지고 있었다. 수코미무스는 뼈가 비어 있어 얕은 물에서 사냥하는 생명체에 더 잘 적응한 반면, 바리오닉스와 스피노사우루스는 수중에서 완전히 잠수하고 먹이를 찾아 잠수할 수 있었다. 뼈 밀도가 높기 때문에 후자의 두 스피노사우루스과는 수코미무스보다 수중에서 먹이를 사냥할 수 있었고 더 다양한 생활 방식을 유지할 수 있었다.